# فوزافونژین
فوزافونژین (به انگلیسی: Fusafungine) دارویی است که از موارد استعمال آن سینوزیت، رینیت، رینوفارنژیت، گلودرد، تراکئیت و برونشیت است.